# Lysiphlebus knowltoni
Lysiphlebus knowltoni är en stekelart som först beskrevs av Smith 1944.  Lysiphlebus knowltoni ingår i släktet Lysiphlebus och familjen bracksteklar. Inga underarter finns listade i Catalogue of Life.